# Maro Engel
Maro Engel est un pilote automobile allemand né le 27 août 1985 à Munich.
Il est membre du club des Champions de la Paix, un collectif d'athlètes de haut niveau créé par Peace and Sport, organisation internationale basée à Monaco et œuvrant pour la construction d'une paix durable grâce au sport. En 2016, il participe à la Bike Ride organisée par Peace and Sport et la Sean Edwards Foundation à l’occasion du GP de Formule 1.

## Carrière

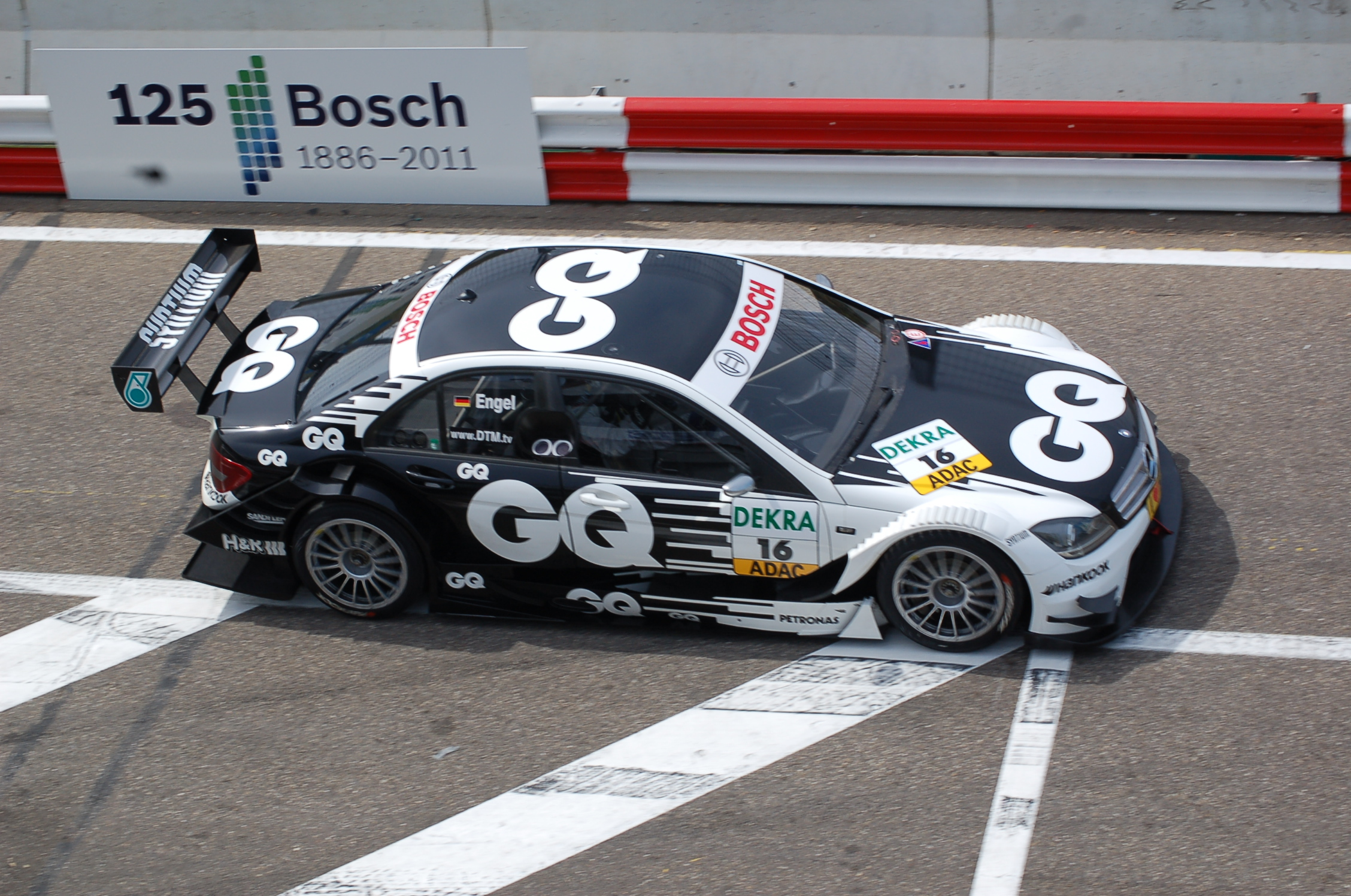
La Mercedes de DTM en 2011

- 2001 : Formule BMW Junior, 3e (3 victoires)
- 2002 : Formule BMW ADAC, 8e (1 victoire)
- 2003 : Formule 3 Euroseries, non classé
- 2004 : Championnat d'Allemagne de Formule 3, 15e
- 2005 : Formule 3000 italienne, 7e
- 2006 : Championnat de Grande-Bretagne de Formule 3, 5e (1 victoire)
- 2007 : Championnat de Grande-Bretagne de Formule 3, 2e (3 victoires)
- 2008-2011 : DTM
- Depuis 2012 : championnats GT
- Depuis 2016 : Formule E[1]

## Palmarès
- Vainqueur de la Macau GT Cup en 2014[2]
- Vainqueur de la Coupe du Monde FIA GT en 2015[3]
- Vainqueur des 24 Heures du Nürburgring en 2016